# Сасько, Геннадий Михайлович
Геннадий Михайлович Сасько (укр. Генна́дій Миха́йлович Сасько́; (род. 20 октября 1946, Сталино) — украинский композитор, музыкант. Заслуженный деятель искусств Украины (2008).

## Биография
В 1971 году окончил Киевскую консерваторию по классу композиции Л. М. Колодуба.
В 1971—1972 годах — зав. муз. частью Киевского русского драматического театра им. Леси Украинки.
В 1972—1974 годах — дирижер Ансамбля песни и пляски Краснознаменного Западного пограничного округа.
С 1974 года редактор, в 1975—1985 годах — заведующий редактор издательства «Музыкальная Украина».
В 1988-90 годах — заведующий музыкальной частью Киевского молодежного театра, музыкальный редактор студии научно-популярных фильмов.
В 1990-92 годах — заместитель директора Центра музыкальной информации Союза композиторов Украины.
1992-94 годах — директор издательства «Доверие», шеф-редактор книгоиздательского центра «Посредник».
С 1994 года по настоящее время — директор специализированного издательства детской литературы «Гроно» (ноты и книги).

## Награды
- Лауреат Премии им. В. С. Косенко за выдающийся вклад в развитие музыкального творчества для детей и юношества (2002).
- Заслуженный деятель искусств Украины (2008).
- Лауреат Художественной премии «Киев» им. Артемия Веделя (2010).
- Лауреат премии имени М. В. Лысенко в номинации «за выдающиеся достижения в профессиональном композиторском творчестве» за произведение «Весненько, весна» (2023).

## Произведения
- мюзикл «У нас в Кибертонии, или День первого подснежника» (1978);
- для солиста, хора и симфонического оркестра — поэма «Вечный огонь» (сл. О. Кравченко, 1968);
- для солиста, детского и смешанного хора, симфонического оркестра — кантата «Ленин жив» (сл. В. Маяковского, 1970, 2-я ред. 1977);
- для солиста и смешанного хора — поэма «Веснонька-весна» (сл. М. Рильського, 1983);
- для солистов и народного хора — фолк-оратория «Отцовская нива» (сл. Г. Паламарчук, 1986);
- для симфонического оркестра — «Славянская поэма» (1971);
- для фортепиано и симфонического оркестра — Композиция на темы песен о пограничниках (1974);
- для флейты и симфонического оркестра — Концерт (1975);
- для камерного оркестра — Симфониетта (1969), Русское интермеццо (1974);
- для скрипки и фортепиано — Соната (1975);
- для виолончели — Камерная сюита (1969);
- для валторны и фортепиано — Рапсодия (1986);
- для фортепиано — Инвенции (1967), Соната (1970), Фантазия (1978),
- цикл пьес «Эхо веков» (1982), цикл пьес для детей «Мозаика» (1983), Полифоническая фантазия (1986);
- для клавесина — шесть пьес «Весенние краски» (1986);
- для голоса и фортепиано — Романсы на сл. С. Щипачева (1966), Три сонета У. Шекспира (1966);
- для хора — «Сумерки» (сл. И. Белоусова, 1979), диптих «Осеннее» (1987), «Колыбельная», «Не туманься, туман» (все на сл. П. Усенко, 1987), обработка народных песен;
- эстрадные и детские песни;
- пьесы для эстрадных и джазовых ансамблей;
- музыка для мультфильмов и драматических спектаклей.